# Raionul Ciornomorske, Crimeea
Ciornomorske (în ucraineană Чорноморський район, transliterat: Ciornomorskîi raion) este un raion în Republica Autonomă Crimeea, Ucraina. Reședința sa este așezarea de tip urban Ciornomorske.

## Demografie
Componența lingvistică a raionului Ciornomorske
     Rusă (70,94%)
     Ucraineană (14,81%)
     Tătară crimeeană (11,93%)
     Alte limbi (0,42%)
Conform recensământului din 2001, majoritatea populației raionului Ciornomorske era vorbitoare de rusă (70,94%), existând în minoritate și vorbitori de ucraineană (14,81%) și tătară crimeeană (11,93%).